# William Petersen
William Louis Petersen (ur. 21 lutego 1953 w Evanston) – amerykański aktor i producent filmowy i telewizyjny pochodzenia niemieckiego i duńskiego, najlepiej znany jako dr Gilbert „Gil” Grissom z serialu CBS CSI: Kryminalne zagadki Las Vegas, Richard Chance w dramacie sensacyjnym Żyć i umrzeć w Los Angeles (To Live and Die in L.A.) i agent FBI Will Graham w dreszczowcu Michaela Manna Łowca.

## Życiorys

### Wczesne lata
Urodził się w Evanston w stanie Illinois jako najmłodsze z sześciorga dzieci Helen June (z domu Hoene, 1909-2006) i Arthura Edwarda Petersena Sr. (1901–2004), który pracował w branży meblarskiej. Miał dwóch braci – Artura Jr. i Roberta oraz trzy siostry – Anne, Mary Kay i Elizabeth. W roku 1972 ukończył Bishop Kelly High School w Boise w stanie Idaho. Nukę kontynuował na Idaho State University, gdzie otrzymał stypendium piłkarskie.
W 1974 opuścił szkołę wraz ze swoją żoną, Joanne. I udał się za profesorem dramatu do Kraju Basków, gdzie uczył się jako aktor szekspirowski. Petersen interesował się kulturą baskijską i studiował język baskijski, Euskera.

### Kariera
Petersen powrócił do Idaho z zamiarem bycia aktorem. Nie chcąc zostać bez pracy w Idaho, wrócił do Chicago, mieszkając z krewnymi. Stał się aktywny w teatrze i zdobył kartę Actors' Equity Association (AEA). Występował ze Steppenwolf Theatre Company, m.in. w przedstawieniu Ciemność w południe (Darkness at Noon, 1976), a także został współzałożycielem Remains Theatre Ensemble, w skład którego weszli też inni znani aktorzy z Chicago, Gary Cole i Ted Levine.
Debiutował na ekranie w dramacie kryminalnym neo-noir Michaela Manna Złodziej (1981) u boku Jamesa Caana i Tuesday Weld. W 1984, podczas Stratford Festival of Canada w Stratford, wystąpił w sztuce Tennessee Williamsa Tramwaj zwany pożądaniem jako Stanley Kowalski. W 1985 Petersen otrzymał swoją pierwszą główną rolę agenta Secret Service, który został oszukany, aby pomścić swojego mentora w dramacie sensacyjnym Williama Friedkina Żyć i umrzeć w Los Angeles (To Live and Die in L.A.). Rok potem zagrał postać agenta FBI Willa Grahama w dreszczowcu Michaela Manna Łowca (Manhunter, 1986). Ponieważ jego rola była tak wyczerpująca emocjonalnie, zrobił wszystko, aby pozbyć się Grahama po ukończeniu okresu zdjęciowego. Zgolił brodę, obciął włosy i rozjaśnił je na blond. Twierdzi też, że to zrobił, ponieważ podczas prób do przedstawienia w Chicago jego dialog zawsze wychodził jak Graham; farbował włosy, aby mógł spojrzeć w lustro i zobaczyć inną osobę. W miniserialu ABC The Kennedys of Massachusetts (1990) wcielił się w postać Josepha P. „Joego” Kennedy’ego Sr.
W 1996 zadebiutował na Broadwayu w Tennessee Williamsa Noc iguany (The Night of Iguana). Grał też w filmie Strach (1996) wraz z Reese Witherspoon. Występował w wielu regionalnych produkcjach teatralnych, takich jak The Time of Your Life jako Joe, Glengarry Glen Ross (1984) jako James Lingk, Fool for Love (1984) jako Eddie czy Speed-the-Plough Davida Mameta (1987) jako Bobby Gould.

## Życie prywatne
W latach 1974-1981 był żonaty z Joanne Brady, z którą ma córkę Maite Nereę (co znaczy Moja Umiłowana; ur. 1975 w Mondragón). 14 czerwca 2003 poślubił Ginę Cirone. 5 lipca 2011 Petersen i Cirone (przez surogatkę) powitali bliźniaków, syna i córkę.

## Filmografia
- Z dystansu (2011)
- Glamorama (2005) jako F. Fred Palakon
- CBS at 75 (2003) jako on sam
- Bezpieczny port (Haven) (2001) jako Jackson Connolly
- CSI: Kryminalne zagadki Las Vegas (CSI: Crime Scene Investigation) (2000) jako Gil Grissom
- Ukryta prawda (Contender, The) (2000) jako Jack Hathaway
- Sekta (The Skulls) (2000) jako Ames Levritt
- Całując niebo (Kiss the Sky) (1999) jako Jeff
- Ludzie rozrywki (The Rat Pack) (1998) jako John F. Kennedy
- Schody do nieba (The Staircase)  (1998) jako Joad
- Przymierze z bronią (Gunshy) (1998) jako Jake Bridges
- Dwunastu gniewnych ludzi (12 Angry Men) (1997) jako przysięgły #12
- Strach (Fear) (1996) jako Steve Walker
- Bestia (Beast, The) (1996) jako Whip Dalton
- Nieugięci (Mulholland Falls) (1996) jako gangster
- Królestwo niewidomych (In the Kingdom of the Blind, the Man with One Eye Is King) (1995) jako Tony
- Powrót nad Brazos (Return to Lonesome Dove) (1993) jako Gideon Walker
- Upadłe anioły (Fallen Angels) (1993–1995) jako George (gościnnie)
- Reszty nie trzeba(Keep the Change)  (1992) jako Joe Starling
- Odszedł bez słowa (Passed Away)  (1992) jako Frank Scanlan
- Niespełnione obietnice (Hard Promises)  (1991) jako Joey
- Młode strzelby II (Young Guns II) (1990) jako Patrick Floyd 'Pat' Garrett
- Kuzyni (Cousins) (1989) jako Tom
- Długa nieobecność (Long Gone)  (1987) jako Cecil 'Stud' Cantrell
- Grace i Chuck (Amazing Grace and Chuck) (1987) jako Russell
- Łowca (Manhunter) (1986) jako Will Graham
- Żyć i umrzeć w Los Angeles (To Live and Die in L.A.) (1985) jako Richard Chance
- Strefa mroku (Twilight Zone, The) (1985–1989) jako Edward Sayers(1986) (gościnnie)
- Złodziej (Thief) (1981) jako Katz & Jammer Bartender

## Producent
- CSI: Kryminalne zagadki Las Vegas (CSI: Crime Scene Investigation)  (2000)
- Reszty nie trzeba (Keep the Change) (1992)
- Niespełnione obietnice (Hard Promises) (1991)